# Instituciones de Salud Previsional

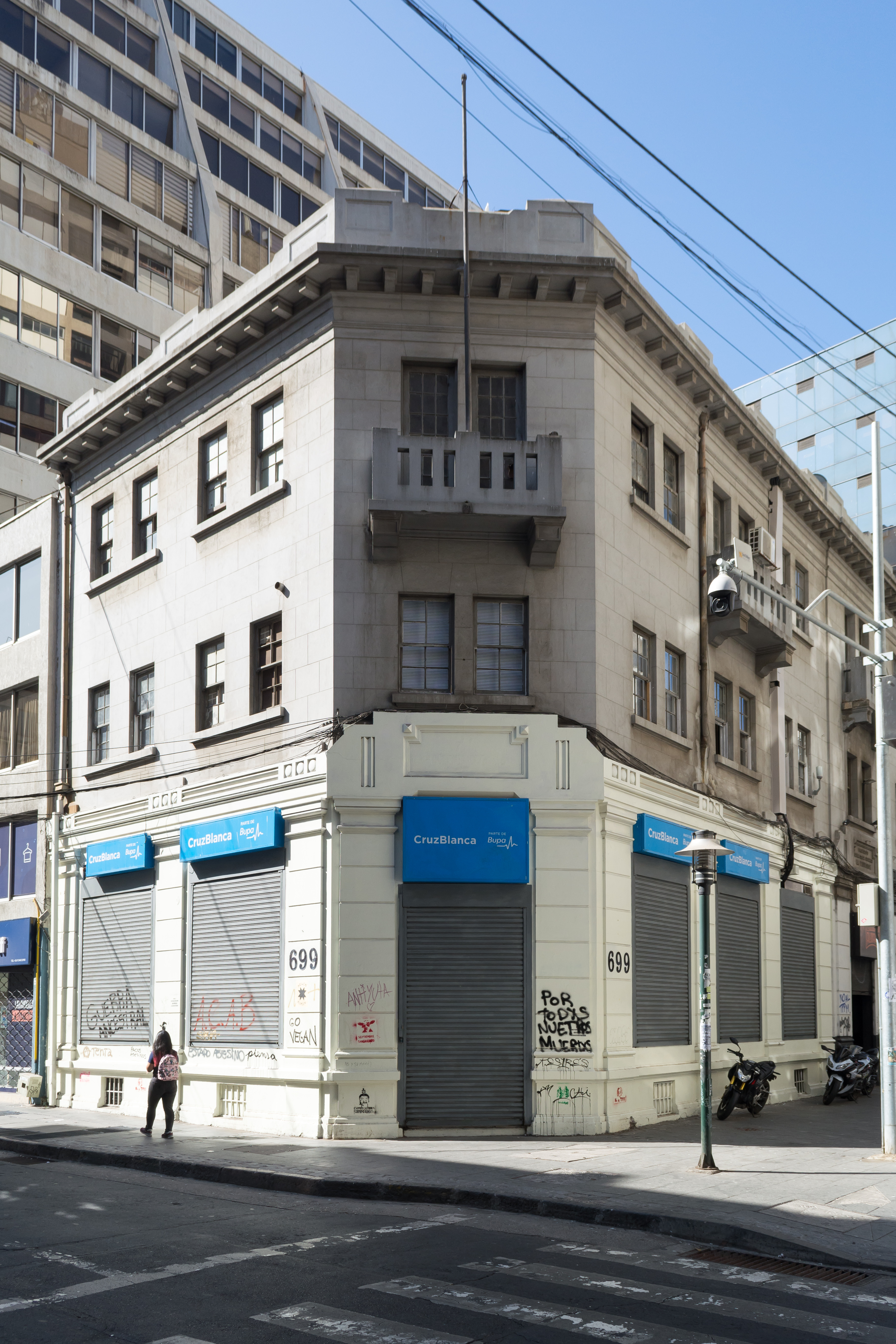
Sucursal de la Isapre Cruz Blanca en Valparaíso.

En Chile, las Instituciones de Salud Previsional (isapre) son las entidades privadas encargadas de financiar las atenciones y beneficios de salud, así como las actividades afines o complementarias a ese fin, como financiamientos, beneficios y seguros, a las personas afiliadas, y sus cargas, que cotizan el valor del plan pactado. 
Las isapres forman parte de un sistema privado de seguros de salud implementado en Chile en 1981, a través del D.F.L. N.º 3/1981, del Ministerio de Salud.

## Historia

### Implementación
El marco constitucional del sistema de isapres se encuentra en la Constitución Política de 1980, que consagró en el artículo 19 N.º 9 el libre acceso a las acciones de promoción, protección y recuperación de la salud:

Artículo 19.- La Constitución asegura a todas las personas: [...] N° 9.- "El derecho a la protección de la salud. [...] Cada persona tendrá el derecho a elegir el sistema de salud al que desee acogerse, sea éste estatal o privado."

Como consecuencia del diseño constitucional mencionado, se modificó el sistema de salud existente en Chile hasta ese entonces. El sistema privado de seguros de salud fue instaurado en 1981, con el D.F.L. N.º 3 del Ministerio de Salud. A través de esta regulación, se consagró un sistema mixto de financiamiento de la salud con base en un sistema de seguro público administrado por el Fondo Nacional de Salud (FONASA), por una parte; y por la otra, un sistema de seguros privados administrados por entidades aseguradoras (isapres), instituciones que serían creadas y operarían con base en un esquema de libre competencia.
En 1990 se creó la Superintendencia de Isapres cuyas principales funciones fueron resguardar el cumplimiento de las obligaciones de la ley y los contratos de salud que imponen estas instituciones, promover soluciones a las imperfecciones del mercado y garantizar la estabilidad del Sistema a largo plazo. Hasta ese entonces, las isapres eran supervisadas por FONASA.

### Afiliados
La estimación de afiliados de isapres con respecto a la población nacional (según datos FONASA) alcanza al 2006 un 16,3% (2.684.554) de beneficiarios. El nivel más alto de afiliación en las isapres se alcanzó entre 1997 y 2020 con un 45,1% (18.382.572) [cita requerida].
| Año  | Seguro público (Fonasa) | % participación Fonasa | Seguro privado (isapre) | % participación isapre | Otros     | % participación Otros | Población (proyección INE) |
| ---- | ----------------------- | ---------------------- | ----------------------- | ---------------------- | --------- | --------------------- | -------------------------- |
| 1990 | 9.729.020               | 73,1                   | 2.108.308               | 15,9                   | 1.463.068 | 11,0                  | 13.300.396                 |
| 1995 | 8.637.022               | 59,6                   | 3.763.649               | 26,0                   | 2.094.551 | 14,4                  | 14.495.222                 |
| 2000 | 10.157.686              | 65,6                   | 3.092.195               | 20,0                   | 2.234.851 | 14,4                  | 15.484.732                 |
| 2005 | 11.120.094              | 68,0                   | 2.660.338               | 16,3                   | 2.569.549 | 15,7                  | 16.349.981                 |
| 2006 | 11.479.384              | 69,5                   | 2.684.554               | 16,3                   | 2.351.436 | 14,2                  | 16.515.374                 |
| 2016 | 13.468.265              | 75,2                   | 3.308.927               | 18,5                   |           | 6,3                   |                            |
| 2021 | 15.000.610              | 76,3                   | 3.790.970               | 20,7                   | 1.999.996 | 11,9                  |                            |

Notas a tabla: considera beneficiarios de enero a diciembre de cada año. Otros se refiere a personas particulares y miembros de las Fuerzas Armadas y Carabineros. Proyección INE 1990-2050 llevados a diciembre de cada año. Fuente: Estadísticas FONASA

### Instituciones del sistema
Las isapres se dividen en abiertas y cerradas. Las primeras son aquellas que ofrecen sus servicios a la población en general; mientras que las segundas pertenecen generalmente a empresas como una forma de bienestar social a sus trabajadores. 

En cuanto a su número, pasó de seis en 1981 a veintitrés en 1989. Su mayor número se alcanzó en 1993 con treinta y seis en total (veintidós abiertas y catorce cerradas). A partir de 2009, se ha mantenido en trece isapres, con siete abiertas y seis cerradas:
De acuerdo a la Superintendencia de Salud, a noviembre de 2019 existen trece instituciones en Chile, que corresponden a las siguientes: Banmedica, Chuquicamata, Colmena Golden Cross, Consalud, Cruz Blanca, Cruz del Norte, Nueva MásVida, Fundación, Fusat, Río Blanco, San Lorenzo, y Vida Tres.
Conforme a la Superintendencia de Salud, las utilidades obtenidas por las isapres en el año 2018 ascendieron a $64.392 millones de pesos chilenos.

## Reformas al sistema

### Eliminación del 7% a los pensionados
El 28 de agosto de 2011, el presidente Sebastián Piñera promulgó la ley que reduce y elimina la cotización de 7% en salud de los jubilados, lo que hizo fue que a partir de noviembre de 2011, todos los pensionados que tengan pensiones inferiores a 255 mil pesos quedarían exentos de pagar la cotización del 7%, la que pasó a ser financiada por el Estado de Chile. Se estimó que este beneficio cubre cerca de 700 mil personas que reciben pensiones inferiores a los 255 mil pesos. Sin embargo, quienes reciban una renta entre $255 mil y $286 mil tienen una rebaja en el pago de salud de un 7% a un 5%, que se hizo efectiva dentro del año 2012.

## Características del sistema de isapres
Conforme a la ley chilena, las isapres deben constituirse como personas jurídicas y registrarse en la Superintendencia de Salud. Ellas deben tener "por objetivo exclusivo el financiamiento de las prestaciones y beneficios de salud, así como las actividades que sean afines o complementarias de ese fin, las que en ningún caso podrán implicar la ejecución de dichas prestaciones y beneficios ni participar en la administración de prestadores".
La afiliación a una isapre se realiza mediante la suscripción de un contrato privado entre el beneficiario y la institución respectiva, a plazo indefinido, que contiene las prestaciones, beneficios incluidos y quiénes son los beneficiarios del plan de salud dado que a través del contrato se puede otorgar cobertura a una sola persona (el afiliado) o bien, al grupo familiar (el afiliado más su cónyuge, hijos y otras denominadas "cargas" legales o no legales). La isapre no puede poner fin al contrato de salud durante su vigencia, salvo que se incumplan ciertas obligaciones contractuales o exista mutuo acuerdo.
Anualmente, en el mes de suscripción del contrato, las isapres están facultadas por ley para revisar el contrato de salud respectivo, pudiendo modificar el precio base del plan. Dichas revisiones, con todo, no pueden tener en consideración el estado de salud del afiliado y el beneficiario".
Las isapre son supervisadas, desde el 1 de enero del 2005, por la Superintendencia de Salud, organismo público encargado de fiscalizar el cumplimiento de las obligaciones que impone la ley con relación a los contratos de salud, las garantías explícitas en salud y las demás que establezcan las leyes y los reglamentos chilenos.

## Controversias

### Colusión de isapres
En septiembre de 2005, la Fiscalía Nacional Económica presentó un requerimiento en contra de cinco isapres (ING, Vida Tres, Colmena Golden Cross, Banmédica y Consalud) por estimar que habían incurrido en prácticas atentatorias contra la libre competencia. en concepto de la Fiscalía, dichas prácticas habrían consistido en una colusión con el fin de reducir los niveles de coberturas de sus correspondientes planes de salud a través de una negativa de proporcionar planes con la cobertura máxima 100/80 (100% de cobertura para prestaciones hospitalarias y 80% para prestaciones ambulatorias) y concordando en cambio en la comercialización prioritaria de planes con cobertura 90/70. Tal actividad habría ocurrido entre marzo de 2002 y marzo de 2003.
Dicho requerimiento, sin embargo, fue rechazado por el Tribunal de Defensa de Libre Competencia en julio de 2007, sentencia que fue confirmada por la Corte Suprema en enero de 2008. Para ello, la Corte coincidió con lo sostenido por el Tribunal en cuanto a estimar que cuatro de las isapres (Banmédica, Colmena, ING y Vida Tres) coincidieron en la sustitución de planes pero que la existencia de dicho acuerdo ilícito no fue suficientemente acreditada.

### Reajuste de precios y "judicialización"
Ajustar el precio de cada plan de salud es una práctica constante entre las isapres. Dadas las bajas facultades fiscalizadoras que tenía la Superintendencia de Salud en su momento, comenzó a surgir una tendencia ciudadana de apelar a la justicia para frenar el alza de los planes de salud fijada por cada isapre. Para ello, a partir del año 2007 se comenzó a usar el recurso de protección como mecanismo para impedir judicialmente, en cada caso particular, el alza del correspondiente plan. Para ello, se argumentaba por los afiliados ante los tribunales de justicia la arbitrariedad de que la correspondiente isapre aumente, de manera unilateral, el precio del plan de salud sin informar debidamente el cálculo que fundamentaba el aumento en cada caso. En los años sucesivos, la tendencia fue al alza. En el año 2007 se presentaron 737 recursos de protección presentados a lo largo de Chile, cifra que aumentó a 5.214 para el 2008.
A principios de 2019, varias de las doce isapres existentes hasta ese entonces anunciaron alzas en sus planes de salud, la que fue catalogada como la mayor en los últimos ocho años: Cruz Blanca informó un alza del 7,7%; Colmena, una del 6,3%, Consalud, del 5,9%; y Banmédica, un 4,9%. Dicho anuncio fue cuestionado por parlamentarios de diversos sectores políticos del país.
El Superintendente de Salud de aquel entonces, Ignacio García-Huidobro, explicó que dicha alza se explicaba por diversos factores entre los cuales estaba la propia judicialización. Así, señaló que “Hoy tenemos alrededor de 250 mil a 300 mil casos judicializados al año y eso tiene costos para el sistema que se traspasan a los usuarios". Estas declaraciones fueron rechazadas por políticos y académicos en el país por entenderse que legitimaban el alza anunciada, cuestión que motivó su renuncia días más tarde. Por su parte, un grupo de parlamentarios solicitó a la Fiscalía Nacional Económica investigar posibles conductas anticompetitivas por parte de las ISAPREs. Finalmente, como consecuencia de este fenómeno de alzas, solo durante el primer semestre de 2019 se presentaron casi 100 mil recursos de protección para impedir el alza del costo del plan de salud. En total, en el año 2019 llegaron a más de 376 mil recursos presentados, lo que fue calificado como "récord".
La judicialización ha sido criticada por ciertos sectores en Chile. El centro de estudios Observatorio Judicial -dedicado al análisis de las decisiones de los tribunales de Justicia- señaló que "el Poder Judicial ha montado una verdadera política pública en la que resuelve una ingente cantidad de recursos de manera mecánica y sin consideración a la especificidad del caso, como exige la función jurisdiccional", agregando que “Es inadmisible que los tribunales utilicen la institucionalidad para construir una ficción de justicia que en la práctica no opera, y cuyas consecuencias han sido profundizar la judicialización de la salud. En efecto, dicha ficción se sostiene y es posibles gracias a que en la práctica casi la totalidad de los recursos son acogidos, ya que rechazar los recursos implicaría a los tribunales razonar y dedicar tiempo a verificar que el alza está justificada”.

## Posibles soluciones y reformas
En el debate público se han planteado diversas alternativas como posibles soluciones a este problema. La Universidad de Chile presentó en el año 2015 a la Superintendencia de Salud la posibilidad de encargar la modificación de los precios a un Panel de Expertos.
En julio de 2019, el ministro de Salud Jaime Mañalich planteó la posibilidad de crear un "IPC de la Salud".
En mayo de 2020, el diputado Harry Jurgensen (ex RN) presentó proyecto para que las isapres devuelvan excedentes a sus cotizantes.

## Listado de isapres

### Isapres abiertas
La afiliación y planes de salud son de oferta pública. Octubre 2022.
- Banmédica
- Colmena
- Consalud (CChC)
- CruzBlanca (Bupa)
- Nueva Masvida (Nexus Company)
- Vida Tres
- Esencial (Grupo Alemana)

### Isapres cerradas
Prestaciones a trabajadores de una determinada empresa o institución. Octubre 2022.
- Isalud Codelco
- Fundación BancoEstado
- Cruz del Norte SQM
- Isapre Masvida (actual Nueva Masvida)